# Chilches (Vélez-Málaga)
Chilches es una localidad ubicada en la comarca de la Axarquía, en el extremo oeste del municipio de Vélez-Málaga, provincia de Málaga, España. 

## Historia

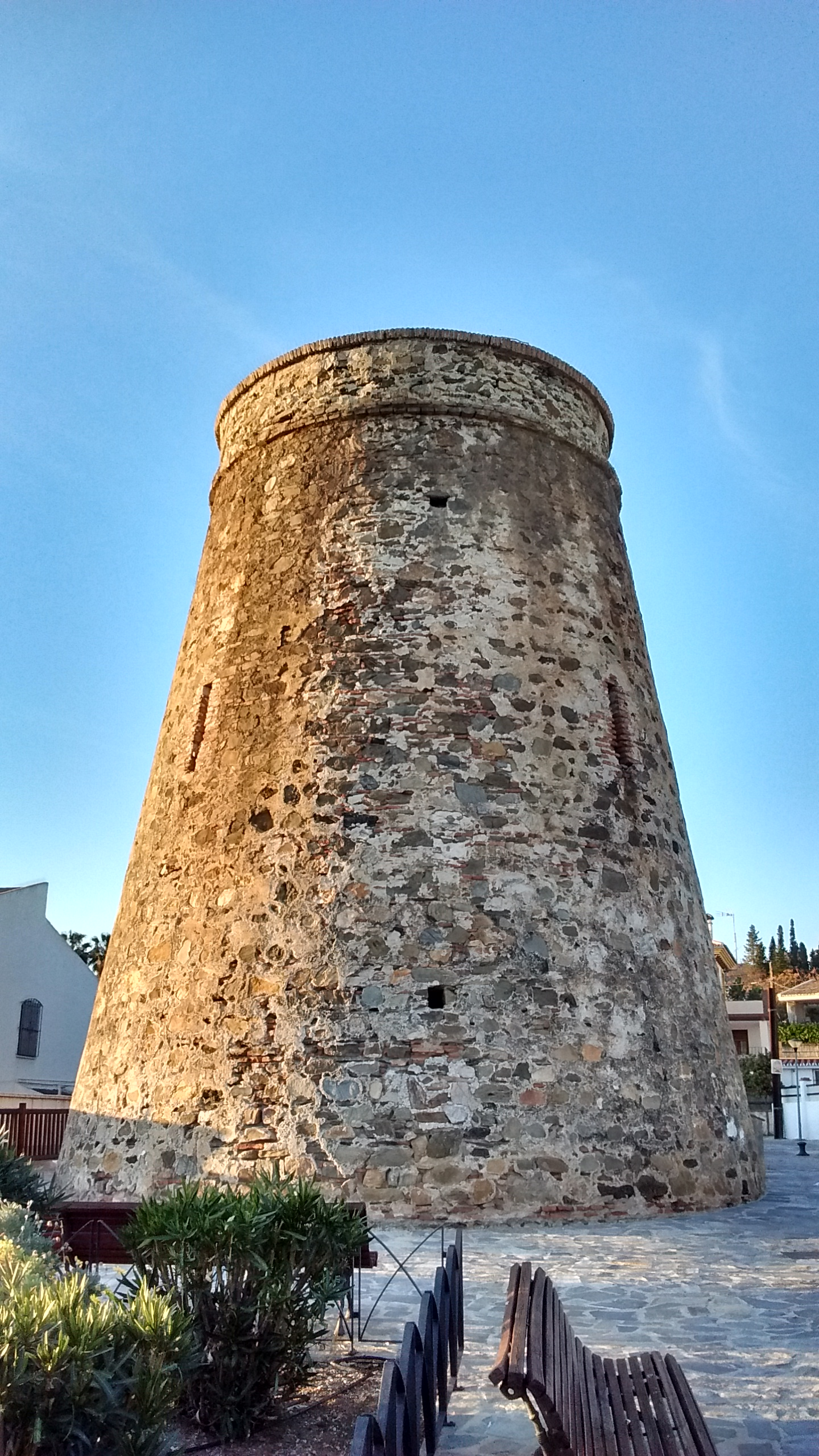
Torre de Chilches

La historia de Chilches tiene su origen en la época romana, de donde le viene su nombre romano: Cicer, en mención a las plantaciones de garbanzos existentes en el municipio.
Con las sucesivas invasiones, Chilches pasó a ser asentamiento visigótico, y después islámico. En esta época, su nombre fue arabizado al actual Chilches, siendo una próspera alquería musulmana.
En 1492, tomada Granada, Chilches y sus dos torres son repartidas entre los nobles que lucharon en la batalla: entre ellos, el conde Manrique de Lara y el marqués Garcí Fernández Manrique. La torre interior será destruida poco tiempo más tarde, mientras que la torre costera se conserva hasta nuestros días.
Desde entonces, y hasta la plaga de la filoxera del siglo XIX que arrasó la economía malagueña, Chilches se convierte en una aldea de pescadores.
Hasta el siglo XIX Chilches dependió de la villa de Macharaviaya. En el 1 de junio de 1821 se le reconoce como ayuntamiento constitucional, aunque tiene frecuentes disputas por recaudaciones y por jurisdicciones de tierras con el vecino Vélez-Málaga, que lleva años intentando crecer: durante la primera mitad del siglo XIX Vélez-Málaga consiguió, de hecho, anexionarse los partidos de Arroyo de Santillán, Iberos y Benajarafe.
El 31 de agosto de 1868 finalmente Vélez-Málaga consigue absorber Chilches, siendo el último alcalde de Chilches D. Gabriel Gálvez de Bustamante. 
El 16 de octubre de 1995, la mayoría de sus vecinos, representados por una Comisión iniciaron el procedimiento para constituir el citado núcleo en Entidad Local Autónoma, desestimando la solicitud formulada por los vecinos en Decreto de la Junta de Andalucía de fecha 4 de abril de 2006.

## Acerca de playa de Chilches
Playa muy extensa y muy estrecha en algunos tramos, junto a la carretera N-340. Existen varias urbanizaciones en la zona, de donde procede la mayoría de los usuarios de la playa. La gente muy simpática y graciosa y los chiringuitos con unos espetos de sardinas buenísimos y muy sabrosos.
```
   * longitud playa: 2.500 metros
   * anchura media: 25 metros
   * grado ocupación: medio
   * grado urbanización: semiurbana
   * paseo marítimo
   * composición: arena
   * tipo arena: oscura
   * condiciones baño: oleaje moderado
   * zona de fondeo
   * nudista
```

Servicios
```
   * aseos
   * duchas
   * teléfono
   * papeleras
   * servicio de limpieza
   * pasarelas acceso
   * alquiler de sombrillas
   * alquiler de hamacas
   * alquiler de náuticos
   * quioscos balnearios
   * club náutico
   * zona submarinismo
   * puerto deportivo: club náutico el candado
```

```
     distancia: 10 km.
```

Seguridad
```
   * equipo de vigilancia
   * señalización de peligro
   * policía local
   * puesto cruz roja
   * equipo salvamento
```

Acceso
```
   * tipo de acceso: con coche
   * señalización de los accesos
   * accesos minusválidos
```

Aspectos Medioambientales
```
   * presencia vegetación
   * zona protegida
   * bandera azul
```

Transporte
```
   * carretera o vía más próxima: n-340
   * autobús: interurbano (Málaga-Vélez) a 50 m.
   * aparcamiento
```

```
     no vigilado n.º plazas >100
```

Hospital más cercano:
```
   Comarcal Axarquía
   Urbanización el Tomillar (Torre del Mar)
```

Tel:
```
   95 254 16 00
```

Distancia:
```
   12 km.
```

## Geografía humana

### Demografía
| Gráfica de evolución demográfica de Chilches entre 1842 y 1860 |
| |
| Población de derecho según los censos de población del INE Población de hecho según los censos de población del INEEntre el censo de 1877 y el anterior, este municipio desaparece porque se integra en el municipio 29094 (Vélez Málaga) |

### Transporte público
Chilches pueblo carece de servicio de autobús, los autobuses solo paran en su costa a 2 kilómetros del núcleo del municipio.
Los autobuses interurbanos conectan Chilches con las localidades de Málaga, Vélez-Málaga, Nerja, Periana y Riogordo. Las siguientes línease del Consorcio de Transporte Metropolitano del Área de Málaga tienen paradas en su territorio:
| Línea | Trayecto                                      | Recorrido y horarios | Plano |
| ----- | --------------------------------------------- | -------------------- | ----- |
| M-260 | Málaga-Vélez-Málaga (por Torre de Benagalbón) | Recorrido y horarios | Plano |
| M-362 | Málaga-Nerja (por Torre de Benagalbón)        | Recorrido y horarios | Plano |
| M-363 | Málaga-Torrox (por Torre de Benagalbón)       | Recorrido y horarios | Plano |
| M-364 | Málaga-Periana (por Torre de Benagalbón)      | Recorrido y horarios | Plano |
| M-365 | Málaga-Riogordo (por Torre de Benagalbón)     | Recorrido y horarios | Plano |

## Novedades de Chilches
Chilches es un pueblecito de la comarca de la Axarquía, con casas blancas encaladas a la manera tradicional, un rinconcito encantador.
Problemática actual: Ni el Ayuntamiento de Vélez - Málaga (al que pertenece Chilches) ni la Junta de Andalucía tienen voluntad de solucionar el grave problema de la desconexión de Chilches, sin autobús desde los años '90, sus vecinos se encuentran en una lucha por el transporte público, desde Chilches pueblo la parada más cercana se encuentra a 2 km, por la carretera sin aceras, para coger el autobús a Málaga o Vélez-Málaga hay que bajar a la costa, en la nacional 340. La carretera no está iluminada y carece de acerado. 
Originariamente y hasta finales de los 80 del siglo XX, tenía una playa amplia de casi un kilómetro de arena pero se extrajo arena de los fondos con un barco-draga para las playas de la Malagueta, los temporales del invierno arrastraron hacia adentro la arena de la playa. 
Actualmente, la localidad de Chilches disfruta de un polideportivo creado para fomentar el deporte en el pueblo, este consta de una pista de fútbol sala junto con dos canchas de básquet, además de ello, se ha construido una pista de Pádel y un gran edificio con diferentes secciones donde se pueden realizar diferentes actividades como la danza, judo, karate, gimnasia rítmica, etc. Cada sala está adornada y diseñada para las diferentes actividades con los materiales necesarios para poder realizarla. 
Como todos los años se celebra en Chilches las fiestas de la feria, su duración es de tres días, comenzando el viernes con una gran verbena, seguido del sábado con una romería en el que varias carrozas se pasean por el pueblo y alrededores. Unas fiestas muy conmovedoras para los chilcheños, ya que una vez al año tienen estas actividades con las que divertirse, además, a la feria cada año acude un grupo diferente de música famosa para que todos puedan disfrutar de tres noches increíbles.